# Queranker (Dampflokomotive)

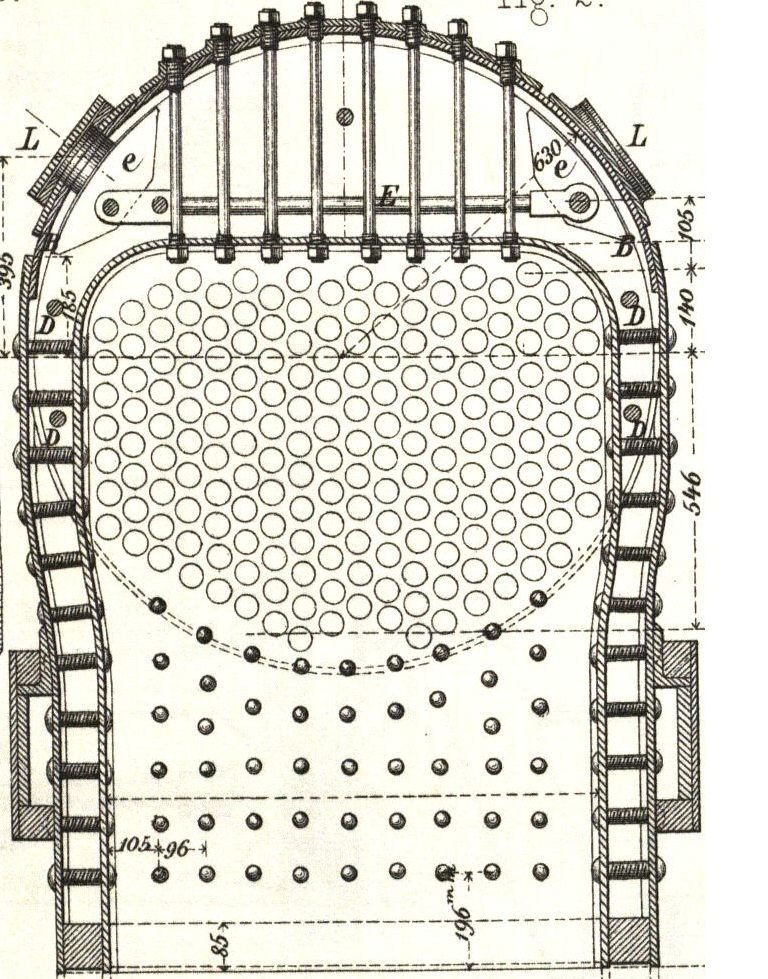
Eine Querankerkonstruktion im Hinterkessel auf einer alten Zeichnung

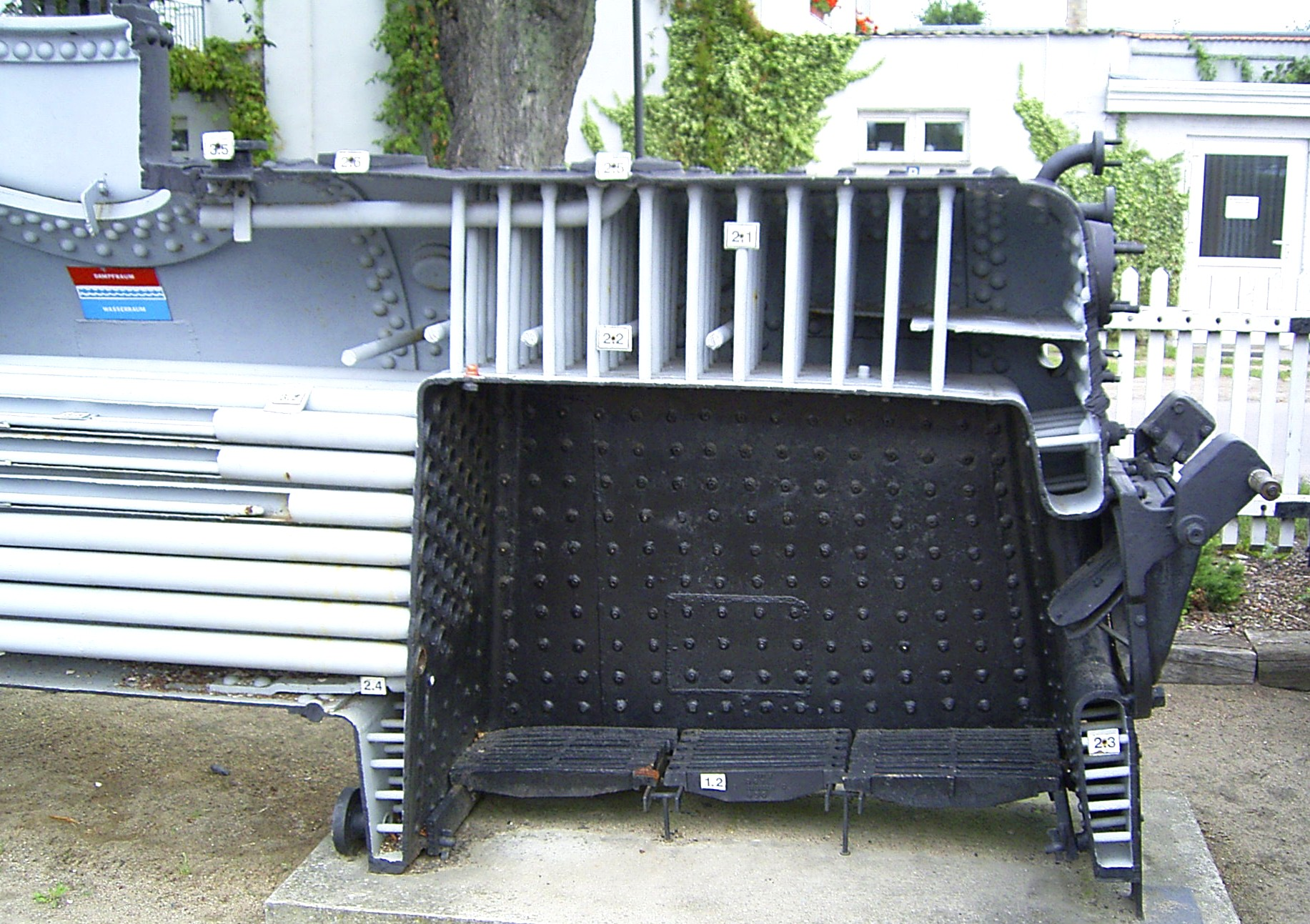
Mehrere Queranker (Nummer 2.2) in einem aufgeschnittenen Hinterkessel

Als Queranker werden zusätzliche Versteifungen des Hinterkessels von Dampflokomotiven bezeichnet. Sie haben die Aufgabe, diesen im Bereich der Deckenstehbolzen zusätzlich gegen die Betriebsbelastungen wie dem Dampfdruck, Bewegung der Lokomotiven oder die Erhitzung der Feuerbüchse zu versteifen und bestehen aus starkem Rundstahl mit einem Durchmesser von 40 bis 45 mm. In alten Konstruktionen wurden die Queranker an auf der Stehkesselinnenseite aufgenieteten Knotenblechen befestigt und mit einer Gewindemutter gespannt, bei neueren Dampflokkonstruktionen bestehen die Anker aus einem Teil und die Knotenbleche werden an der Stehkesselwand verschweißt.

## Lage und Wirkungsweise
Die Lage der Queranker ist am besten auf der beigelegten Skizze und dem Foto zu ersehen. Durch die Befestigung der Feuerbüchse mit dem Stehkessel über Bodenring und Stehbolzen kommt es zu starken Belastungen der Stehkesselwand. Daher muss sie über zusätzliche Queranker mit versteift werden, die statisch die Funktion eines Ringankers haben. Die Belastung der Queranker ist statisch nicht bestimmbar. Somit hat sich ihre Anordnung meist aus Erfahrungswerten ergeben, und sie konnten in ein oder zwei Reihen angeordnet angetroffen werden. Da die horizontalen Belastungen der Stehkesselwände durch die Querstehbolzen und die senkrechten Belastungen durch die Deckenstehbolzen aufgenommen werden, kann es beim Bruch einiger Stehbolzen zu größeren Belastungen der Stehkesselwand kommen. Dem wirken die Queranker entgegen.
Es hat Konstruktionsvarianten des Stehkessels gegeben, wo die Queranker zur Befestigung der Deckenstehbolzen mit herangezogen worden, um übermäßig lange Deckenstehbolzen zu vermeiden, im Allgemeinen sind sie jedoch wie auf der angegebenen Skizze ausgeführt worden. In dem Lokomotivbau der USA fehlen Queranker, hier gehen Decken- und Querstehbolzen ineinander über.
Betrieblich dürfen Dampflokomotiven nur mit intakten Querankern gefahren werden. Ist ein Queranker gerissen, muss die Lokomotive abgestellt werden, und die gerissenen Queranker müssen durch neue ersetzt werden. Gerissene Queranker dürfen nicht geschweißt werden.